# Kitzbüheler Ache
De Kitzbühler Ache is een rivier in het district Kitzbühel in de Oostenrijkse deelstaat Tirol. De rivier ontspringt als Jochberger Ache in de buurt van de bergpas Pass Thurn.
Langs de rivier liggen de plaatsen Jochberg, Aurach bij Kitzbühel, Kitzbühel en Oberndorf in Tirol. Aan de zuidrand van St. Johann in Tirol vloeit de Kitzbühler Ache met de Reither Ache en vervolgens met de Fieberbrunner Ache samen tot de Großache, die uiteindelijk in Beieren uitmondt in de Chiemsee.
Bij het hoogwater in augustus 2002 stroomden ook de Kitzbühler en de Reither Ache over en kwam St. Johann in Tirol voor een groot deel onder water te staan.